# Кінець світу (урвище)
Край світу (синг. ලෝකාන්තය, англ. World's End) — скеля, урвище розташована практично в центральній частині в національному парку Плато Гортона в районі Нувара Елія, Центральної провінції Шрі-Ланки.

## Географія

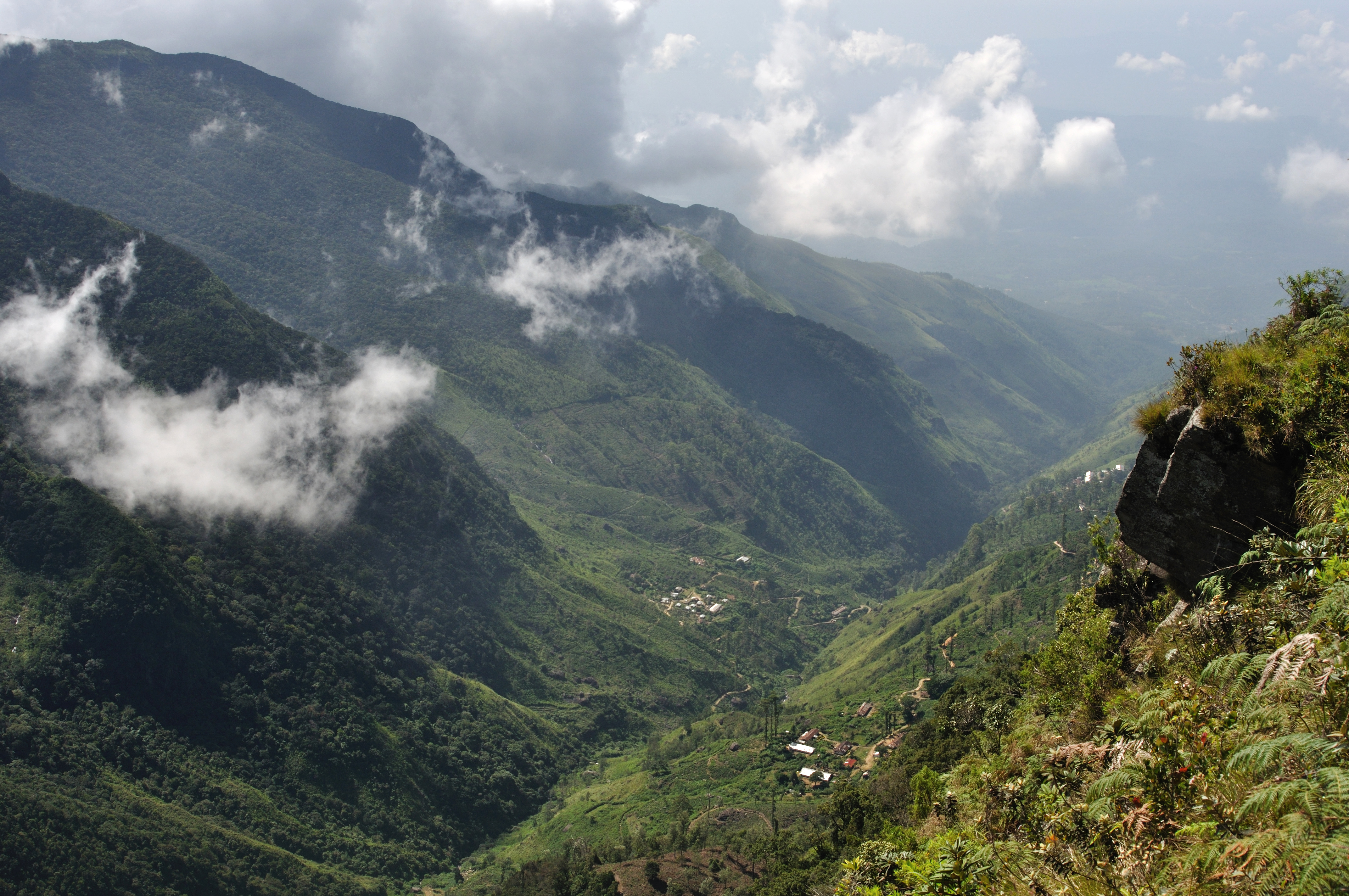
Вид з урвища «Кінець світу».

Урвище являє собою стрімку скелю з максимальним перепадом висот за різними даними близько 870 м, 1250 м і навіть 1312 м. Це одна з найвідвідуваніших частин парку та ключова і визначна туристична пам'ятка району Нувара-Елія та країни в цілому. На вершину скелі веде кам'яниста туристична доріжка, яка у верхній частині обладнана оглядовим майданчиком, при виході на який, присутній напис: «WORLDS END» (укр. Кінець світу).
За 1 км на північний схід від головної скелі є менша скеля висотою 270—328 метрів, у просторіччі відома як «Малий кінець світу» (англ. Mini World's End).
З цього місця в ясні дні можна спостерігати Індійський  океан, який розташований за 81 км на південь.